# Frank Heller

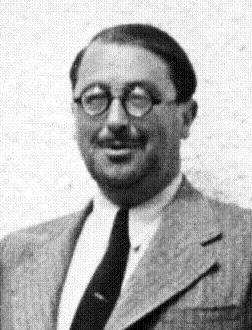
Frank Heller

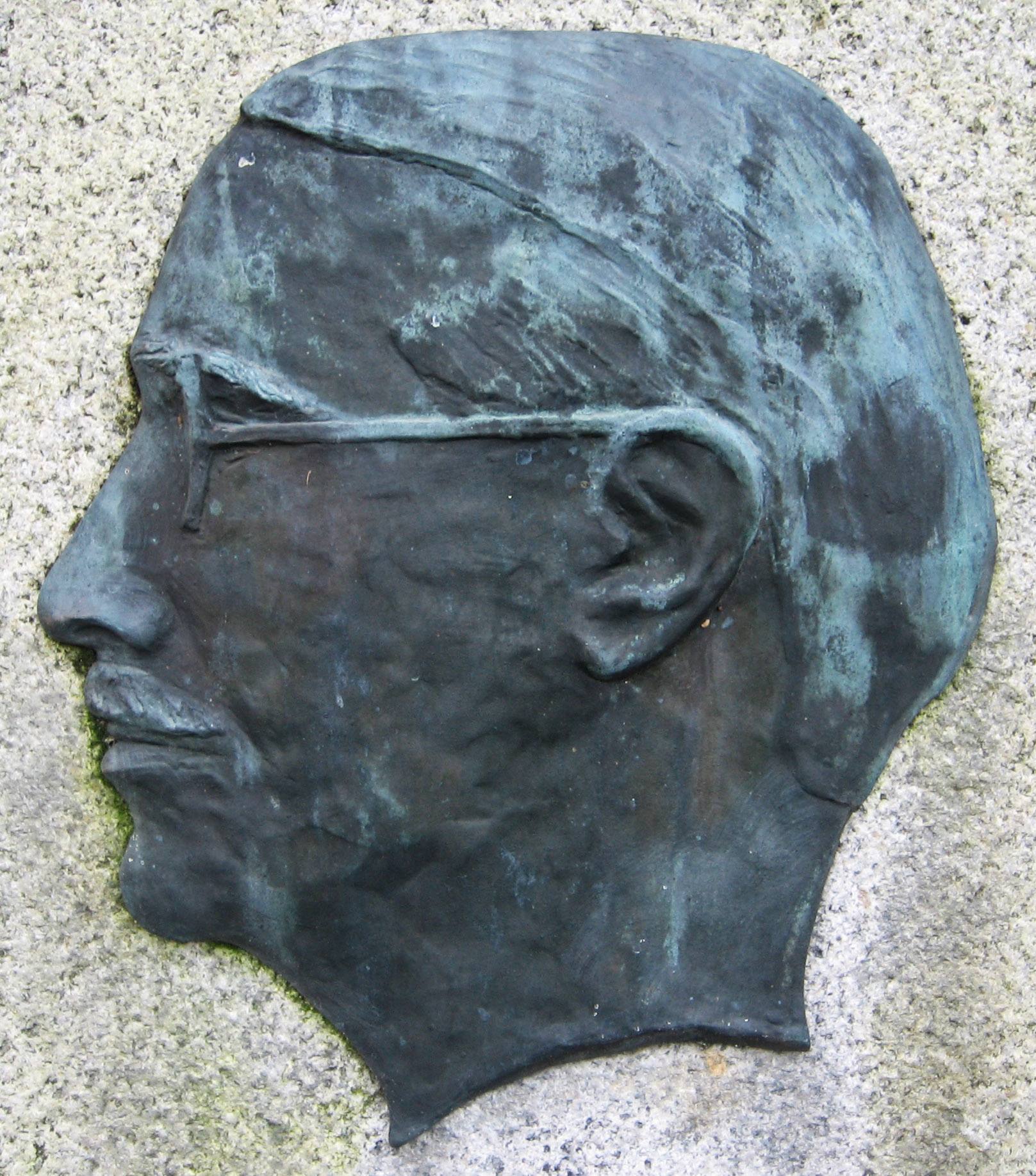
Frank Heller

Frank Heller, eigentlich Martin Gunnar Serner, (* 20. Juli 1886 in Lösen Blekinge; † 14. Oktober 1947 in Malmö) war ein schwedischer Schriftsteller, der als erster erfolgreicher Krimiautor seines Landes gilt.

## Leben
Heller besuchte das Gymnasium in Lund und studierte danach englische Philologie an der Universität Lund. 1910 folgt die Promotion über Algernon Swinburne. Nach einigen Betrugsversuchen wurde er als Verbrecher gesucht und floh aus seiner Heimat. Dabei legte er sich unter anderen das Pseudonym Frank Heller zu. Nachdem er das unrechtmäßig erworbene Geld beim Glücksspiel in Monte Carlo verloren hatte, begann er seinen Lebensunterhalt als Schriftsteller zu verdienen. 1914 erschien die Kurzgeschichtensammlung Herrn Collins Abenteuer (Herr Collins affärer i London). Der Titelheld Filip Collin ist teilweise autobiographisch angelegt: Herr Collin flieht wegen Bankbetrugs nach London und betätigt sich dort als erfolgreicher Trickbetrüger. Es folgen weitere Geschichten um Filip Collin. Ein anderer Seriencharakter Hellers ist der jüdische Psychoanalytiker und Hobbydetektiv Dr. Joseph Zimmertür, der in Amsterdam Kriminalfälle löst.
1919 war Heller in der Lage, seine Schulden zu bezahlen, und konnte daher die Straffreiheit zurückerlangen. Im folgenden Jahr heiratete er die dänische Krankenschwester Annie Krag und lebte mit ihr an verschiedenen Orten, u. a. in Menton und auf Bornholm.
Werke Hellers wurden bereits in der Stummfilmära verfilmt, nämlich 1924 Die Finanzen des Großherzogs durch Friedrich Wilhelm Murnau, nochmals als Musical unter der Regie von Gustaf Gründgens 1934, und 1926 Herrn Filip Collins Abenteuer unter Regie von Johannes Guter.
Am 14. Oktober 1947 erlag Heller den Folgen eines Nierenleidens in einem Krankenhaus in Malmö.

## Werke (Auszug)

### Dr. Zimmertür
- Doktor Z (1926) (dt.: Die Diagnosen des Dr. Zimmertür 1926)
- Marco Polos millioner (1927) (dt.: Marco Polos Millionen)
- D:r Zimmertürs diagnoser (1928) (dt.: Dr. Zimmertürs Ferienabenteuer)

### Filip Collin
- Herr Collins affärer i London (1914) (dt.: Herrn Collins Abenteuer)
- Lavertisse macht den Haupttreffer. Georg Müller, München 1920

### Sonstige
- Storhertigens finanser (1915) (dt.: Die Finanzen des Großherzogs Deutscher Verlag, Berlin 1940)
- Andarna och Furustolpe (1920) (dt.: Furustolpe und die Geister)
- Tre mördare inträda (1939) (dt.: Drei Mörder treten ein)
- Des Kaisers alte Kleider. Ein klassischer Kriminalroman. Übers. Marie Franzos. Reihe: Die Gelbe Gefahr, 1. Zuerst 1920. Wieder: Deutscher Verlag, Berlin 1943. Wieder: Achilla Presse, Bremen 1998 ISBN 3-928398-36-9
- Der sibirische Expreß. Übers. Marie Franzos. Georg Müller, München 1923; wieder: Achilla Presse, Stollhamm 1995 ISBN 3-928398-16-4
- Jussuf Khans Heirat. Übers. Marie Franzos. Georg Müller Verlag, München 1919
- Stölden av Eiffeltornet : roman. Stockholm: Bonnier. 1931 (dt. Der gestohlene Eiffelturm. Roman. Leipzig, Basel: Verlagsanstalt Concordia (1934).Übers. Marie Franzos)

## Verfilmungen
- Die Finanzen des Großherzogs, Regie: Friedrich Wilhelm Murnau, 1924
- Herrn Filip Collins Abenteuer, Regie: Johannes Guter, 1926
- Die Finanzen des Großherzogs, Regie: Gustaf Gründgens 1934